# Relations entre les États-Unis et les Îles Salomon
Les États-Unis et les Îles Salomon entretiennent des relations bilatérales (en).
Les relations initiales ont été forgées pendant la Seconde Guerre mondiale, les Salomon étant alors sous protectorat britannique et occupées par les Japonais : la bataille de Guadalcanal a été une victoire stratégiques pour les Marines américains. 
Lors de l'indépendance, le sénateur américain John Glenn représente les États-Unis lors de la cérémonie ; une ambassade américaine est ouverte à Honiara mais sera fermée en 1993 pour des raisons budgétaires après la guerre froide ; la diplomatie est alors centralisé à Port Moresby où l'ambassadeur auprès de la Papouasie-Nouvelle-Guinée (qui gère aussi les relations avec le Vanuatu). Trente ans plus tard, les États-Unis rétablissent des relations avec le pays dans l'objectif de contrer l'influence croissante de la Chine et rouvre l’ambassade en février 2023.